# الفروع العقبية الإنسية لعصب قصبة الساق
الفروع العقبية الإنسية لعصب قصبة الساق (بالإنجليزية: medial calcaneal branches of the tibial nerve)‏ حيثُ تعبر من خلال قيد مثنيات القدم، وتزود جلد العَقِب والجانب الإنسي من أخمص القدم.